# Севастьянова, Каролина Андреевна
Кароли́на Андре́евна Севастья́нова (род. 25 апреля 1995, Киев) — российская гимнастка. Член сборной команды России по художественной гимнастике в групповом многоборье. Олимпийская чемпионка 2012 года по художественной гимнастике в групповом многоборье, чемпионка юношеских Олимпийских игр 2010 года в Сингапуре. Заслуженный мастер спорта России.

## Биография
Родилась 25 апреля 1995 года в Киеве, где в тот момент в командировке были её родители. Росла в Москве. Тренером Каролины Севастьяновой была Наталья Кукушкина. В 2010 году завоевала золотую медаль в первых юношеских олимпийских играх в Сингапуре.
В 2012 году стала Олимпийской чемпионкой по художественной гимнастике в Лондоне.
По результатам опроса жителей 9 стран СНГ, проведённого фондом «Интеграция» и мониторинговым агентством NewsEffector, признана самой красивой спортсменкой стран СНГ на Играх в Лондоне. После Олимпийских игр 2012 года Каролина Севастьянова приняла решение завершить профессиональную карьеру. В 2018 году окончила Московский Государственный Университет.
В феврале 2022 года стала участницей второго сезона шоу «Звёзды в Африке» на телеканале «ТНТ», где заняла четвёртое место.
В марте 2024 года вышла замуж.

## Награды
- Орден Дружбы (13 августа 2012 года) — за большой вклад в развитие физической культуры и спорта, высокие спортивные достижения на Играх XXX Олимпиады 2012 года в городе Лондоне (Великобритания)[5].
- Заслуженный мастер спорта России (20 августа 2012 года)[6].